# Encyklopedie nevysvětleného
Encyklopedie nevysvětleného (v originále Encyclopedia of the Unexplained) je kniha britských autorů Jenny Randlesové a Petera Hougha podávající utříděný přehled vědecky nepotvrzených a podle autorů dosud nevysvětlených jevů. Kniha je rozdělena do celkem 8 okruhů podle probíraných témat.
Kniha poprvé vyšla v Londýně roku 1995, v ČR vyšel český překlad knihy v roce 1996 v nakladatelství Mustang (ISBN 80-7191-163-1).

## ZáhadnáZemě
Autoři uvádějí, že lidské kultury odpradávna považovaly za přirozené, že Země je protkána sítí energických linií a dokládají to výskytem monumentálních staveb, kamenných monolitů, skalních rytin a podobných objektů umísťovaných na místě průsečíků těchto čar. Mezi nejznámější patří například Stonehenge nebo obrazce na planině Nazca.
V další kapitole jsou popisovány nevysvětlené energetické jevy v atmosféře jako záhadné elektrické výboje, pozorování neznámých světel nebo obtížně vysvětlitelné série opakujících se poruch elektrických rozvodů v některých domech nebo bytech. Autoři přitom tvrdí, že v blízkosti vysokonapěťových rozvodů trpí zvýšený podíl lidí bolestmi hlavy a snížením přirozené imunity.
Zvláštní kapitola je věnována pozorování kruhů v obilí, uvádí řadu příkladů i fotografií a nabízí různá vysvětlení vzniku těchto útvarů včetně ryze lidského působení, ať již jako projev recese nebo třeba snaha o finanční zisk majitele pozemku, na němž se obrazec objeví.
Další část se zabývá teorií tzv. „oken“, což jsou podle autorů knihy místa na Zemi, kde dochází ke zvýšenému výskytu neobvyklých a těžko vysvětlitelných jevů. Nejznámější z nich je Bermudský trojúhelník, ale na Zemi se vyskytuje celá řada izolovaných lokalit, která jsou údajně známa jako místa poměrně častého nevysvětlených pozorování, zmizení osob nebo náhlým přesunem pozorovatelů v prostoru nebo čase.

## Vetřelci zVesmíru
Začátek této části se zabývá hlášeními o pozorování pádu nejrůznějších věci z oblohy, od deště ryb nebo živých žab, velkých kusů ledu nebo podivné rosolovité hmoty.
Dalším velmi málo prozkoumaným jevem je  kulový blesk  a autoři zde rozebírají řadu současných teorií o jeho vzniku a podstatě. Zároveň konstatují, že přes veškeré pokusy se zatím nepodařilo „vyrobit“ kulový blesk v laboratoři a to je také jedním z hlavních důvodů, proč část vědců považuje hlášení o kulovém blesku za úmyslné výmysly nebo smyslovou halucinaci.
Jednou z nejvíc diskutovaných nevyjasněných skutečností je existence nebo neexistence „neidentifikovaných létajících předmětů“, tzv. UFO. Autoři zde uvádějí řadu různých svědectví a zároveň tvrdí, že více než 95 % pozorovaných jevů lze vysvětlit přirozeným způsobem. Přesto však existují pozorování, která se přes veškerou snahu nikdy vysvětlit nepodařilo. S jevem UFO pak úzce souvisí kapitola o únosech lidí mimozemšťany. Opět je zde citována řada hlášení lidí, kteří byli údajně uneseni na cizí vesmírné plavidlo, někteří byli údajně důkladně fyzicky zkoumáni a pak opět vysazeni na zem. Oběti těchto únosů si obvykle celý průběh pobytu na lodi nepamatují a dokážou si ho vybavit až v hypnóze pod dohledem lékaře. Samozřejmě existuje silná pravděpodobnost, že popisované zážitky nejsou skutečné a odehrály se jen v mysli oběti nebo byly vyšetřované oběti hypnotizérem nepřímo vsugerovány.

## Mimočas
Autoři zde diskutují jevy spojené s předvídáním budoucích dějů například formou snů nebo náhlých vidění budoucnosti. Zároveň upozorňují, že z hlediska pravděpodobnosti a zákona velkých čísel se mnohé zdánlivě těžko vysvětlitelné sny a předtuchy musejí nutně vyskytovat bez nějakého nadpřirozeného důvodu, ale prostě proto, že jsou jedním z velkého počtu všech těchto projevů lidské mysli.
V další části se kniha zabývá případy, ve kterých různé osoby hlásily, že se na nějakou dobu dostaly do jiného času, a staly se zde svědky nějaké významné události (bitva, velká katastrofa) nebo v jiných případech pouze slyšely zvuky spojené s takovým jevem na místě, kde se v minulosti odehrál. Zároveň zde autoři zmiňují otázku, kterou se zabývá i řada současných teoretických fyziků, zda čas skutečně objektivně existuje anebo je pouhým produktem lidského myšlení a chápání reality.

## Smrt z nadpřirozených příčin?
První oddíl je věnován poměrně často zmiňovanému tématu „záhadologické literatury“ – samovznícení osob. Je uvedeno několik případů zmiňovaných v tisku, je diskutována fyzikální možnost hoření lidského těla přirozeným způsobem a současně je zdůrazněna nutnost kriticky posuzovat některé senzacechtivé novinové články. Zároveň kniha uvádí statistiku výskytu tohoto jevu z hlediska pohlaví a věku údajných obětí.
Druhá část tohoto okruhu se zabývá nálezy záhadně zohavených zvířecích mrtvol. Jsou uváděna hlášení nevysvětlených nálezů mrtvol hovězího dobytka, koní, ovcí nebo drůbeže, které byly záhadným způsobem zohaveny – jsou například kompletně staženy z kůže, dokonale zbaveny krve, nevysvětlitelným způsobem chirurgicky rozřezány atp. Autoři uvádějí, že existují stovky oficiálních záznamů hlášení na policii z Ameriky i Evropy. Jako možné teorie pro tyto nálezy jsou uváděny působení různých satanistických sekt nebo experimenty mimozemšťanů.

## Záhady mysli
Počátek této části, nazvané  Psychotroničtí detektivové  je věnován psychotronice, se zvláštním zaměřením na pokusy o využití různých médií a senzibilů při pátrání po zmizelých osobách nebo pachatelích trestných činů. Autoři uvádějí několik příkladů z nedávné minulosti a docházejí k závěru, že celková úspěšnost těchto experimentů je poměrně malá a téměř nikdy nevedla přímo k nalezení oběti nebo pachatele, ale spíše se jim dostávalo nezasloužené publicity v tisku.
Následující kapitola je zaměřena na zvláštní chirurgické operace, o kterých přinášejí svědectví turisté z Filipín nebo Brazílie. Zdejší šamani či léčitelé prý dokážou vyjmout pacientovi vnitřní orgán, spolknutý předmět nebo parazity bez nutnosti otvírat tělo řezem. Tito léčitelé prý přitom často sami nejsou schopni popsat, jak operaci provádějí a jsou spíše pouze jakýmsi pracovním nástrojem. Uvádí se zde, že o možnosti takových operací hovoří ve svých spisech již středověký lékař a filozof Paracelsus. Na závěr však autoři varují před přílišnou důvěrou v podobné „odborníky“, protože často je za vším jen snaha vylákat z důvěřivých cizinců peníze.
Poslední část se zabývá výzkumem možnosti vytvořit mentálně, pouze silou myšlenky, záznam na fotografické emulzi. Je zde uvedena řada případů, kdy se na fotografiích objevovaly jakoby náhodně další osoby, záhadné stíny nebo předměty. Mimo to se zabývali studiem několika osob, které tvrdily, že dokážou vytvořit na neexponovaném políčku filmu obrázek pouze působením vlastní vůle. Stejně jako ve většině podobných případů se někteří z nich ukázali jako podvodníci toužící po senzaci, v jiných případech se však podvod odhalit nikdy nepodařilo a jsou proto stále nevyjasněnou záhadou.

## Duchovní rozměr
První část dokumentuje záhadné události spojené s náboženskou vírou a duchovním rozměrem lidského života. Zázraky a zjevení se podle autorů knihy odehrávají i v našem technickém věku, kdy dochází k vizím zjevení svatých na poutních místech, citlivé osoby mohou vykazovat stigmatické známky ukřižování apod. Řada těchto události byla velmi pečlivě zdokumentována a v případě stigmat lze prakticky skoro vždy bezpečně vyloučit úmyslný podvod s cílem zviditelnit sebe sama. Jde zde spíše o působení psychických faktorů. Jiné jevy spojné s pohybem předmětů mají pak mnoho společného s případy poltergeistu.
Další část se zaměřuje na zjevení tedy setkání či vize duchů zemřelých lidí. Autoři zde uvádějí leckdy poněkud opomíjenou skutečnost, že prakticky všechna náboženství na této planetě, včetně těch nejstarších, považují za zcela přirozené, že lidský duch, který je během života spojen s fyzickým tělem se po smrti oddělí a existuje dál. Podle některých náboženství se může dále převtělovat a žít další pozemský život v jiném těle, jindy odchází mimo tento svět a čeká v Ráji nebo Pekle na konec světa a definitivní účtování. Přitom prý může dojít k tomu, že duch zemřelé osoby je z nějakého důvodu nucen setrvat v místě svého skonu a senzitivní osoby nebo blízcí příbuzní ho prý mohou někdy spatřit. (Poznámka autora: V Čechách je patrně nejznámějším zjevujícím se duchem Perchta z Rožmberka, zvaná jako Bílá paní, o které byl například natočen i velmi populární film.)
Poslední část této stati se zabývá prožitky lidí, kteří se dostali na pokraj vlastní smrti a byli vzkříšeni po poměrně dlouhém kómatu. Těmito zážitky se zabývá dokonce celá řada knih (nejznámější je zřejmě Raymonda Moodyho Život po životě) a v souhrnu tvrdí, že řada lidí, která se dostala do stavu klinické smrti a byla následně opět oživena, uvádí poměrně shodné prožitky. Ty začínají oddělením od vlastního fyzického těla, následuje přechod přes jakési temné území a konečně poutí nebo letem ke světlu nebo nějaké vyšší duchovní bytosti. Autoři zde uvádějí několik teorií vysvětlující uvedené shody v líčení těchto událostí. Velmi často uváděnou a vědecky nejvíce přijímanou teorií je tvrzení, že lidský mozek se pří dlouhodobém nedostatku kyslíku začne chovat prakticky ve všech případech velmi podobně a produkuje výše popsané představy. Pochopitelně existují i vysvětlení, která se pokoušejí na tomto základě dokazovat existenci lidského ducha a možná i Boha.

## Podivné bytosti
Na počátku se autoři zamýšlejí nad paralelami mezi středověkou vírou lidí ve skřítky, víly a jiné nadpřirozené bytosti se současnými historkami o UFO setkáních lidí s mimozemšťany. Dochází přitom k závěru, že líčení vzhledu těchto bytostí je v mnoha případech až překvapivě podobné.
V následující kapitole popisují autoři svědectví řady lidí, kteří se setkali s UFO a byli následně navštíveni záhadnými „úředníky“ kteří je přesvědčovali, aby o svém setkání s UFO s nikým nemluvili. Hlášení o těchto návštěvách se datují od 60. let 20. století a zprvu byli návštěvníci líčeni vždy jako „Muži v černém“ a tisk je označoval zkratkou MIB (z angl. Men in Black). V líčení z pozdější doby se návštěvníci vyskytují i jako uniformovaní příslušníci ozbrojených sil i jinak. Společným rysem všech líčených návštěvníků je jejich poněkud zvláštní chování – pohybovali se podivně trhaně a jejich řeč zněla jako umělá, připomínali zkrátka loutky nebo roboty. Podle tvrzení autorů se celou záležitostí podrobně zabývala policie, nikdo však nikdy nebyl zatčen a totožnost žádného z údajných „Mužů v černém“ nebyla nikdy zjištěna.

## ZOO záhady
Počátek stati je věnován humanoidními tvorům, o jejichž existenci se již dlouhá léta vedou diskuze a spory. Prvním z nich je tzv. bigfoot – tvor ze severozápadní části USA pozorování jsou hlášena z Kalifornie, Idaha, Oregonu a Kaskádového pohoří ve státě Washington. Podobný tvor zvaný Sasquatch je pozorován v kanadské provincii Britská Kolumbie. Nejznámější z těchto tvorů je však Yetti známý také jako sněžný muž z oblasti Himálají , avšak byly publikovány i zprávy o kontaktu s podobným tvorem na Sibiři.
Druhá část se zabývá hlášeními o setkání s neznámými tvory v oceánech a mořích. Patří mezi ně především svědectví o setkání s obrovskými chobotnicemi nebo krakaticemi a pozorování „mořských hadů“ o délce několika desítek metrů. Samostatná kapitola je přitom věnována asi nejznámějšímu neprokázanému živočichovi - nestvůře ze skotského jezera Loch Ness. Autoři uvádějí, že navzdory řadě poměrně podrobných líčení kontaktů s těmito tvory nebyl dodnes podán jednoznačný důkaz jejich existence – fyzický pozůstatek některého z těchto tvorů.
V závěrečné části se autoři zamýšlejí nad možností, že v určitých izolovaných oblastech doposud přežívají potomci druhohorních ještěrů dinosaurů. Za velmi zajímavou považují autoři především Austrálie, která je domovem řady živočišných druhů, které lze považovat za přežívající druhy tvorů, kteří na ostatních kontinentech nebyly schopna přežít. Navíc zde autoři uvádějí svědectví o pozorování některých tvorů, které věda považuje za již vyhynulé jako je například vakovlk nebo pták moa.